# Laâtamna (kommun i El Kelaâ des Sraghna)
Laatamna (franska: Laatamna (CR), Laatamna (Commune Rurale), arabiska: الجوالة) är en kommun i Marocko.   Den ligger i provinsen El Kelaâ des Sraghna och regionen Marrakech-Safi, i den norra delen av landet, 240 km söder om huvudstaden Rabat. Antalet invånare är 10 107.